# Bariwala
Bariwala è una suddivisione dell'India, classificata come nagar panchayat, di 7.545 abitanti, situata nel distretto di Muktsar, nello stato federato del Punjab. In base al numero di abitanti la città rientra nella classe V (da 5.000 a 9.999 persone).

## Geografia fisica
La città è situata a 31° 13' 0 N e 74° 46' 60 E e ha un'altitudine di 208 m s.l.m..

## Società

### Evoluzione demografica
Al censimento del 2001 la popolazione di Bariwala assommava a 7.545 persone, delle quali 3.978 maschi e 3.567 femmine. I bambini di età inferiore o uguale ai sei anni assommavano a 965, dei quali 522 maschi e 443 femmine. Infine, coloro che erano in grado di saper almeno leggere e scrivere erano 3.089, dei quali 1.404 maschi e 1.685 femmine.